# 小野站 (兵庫縣)

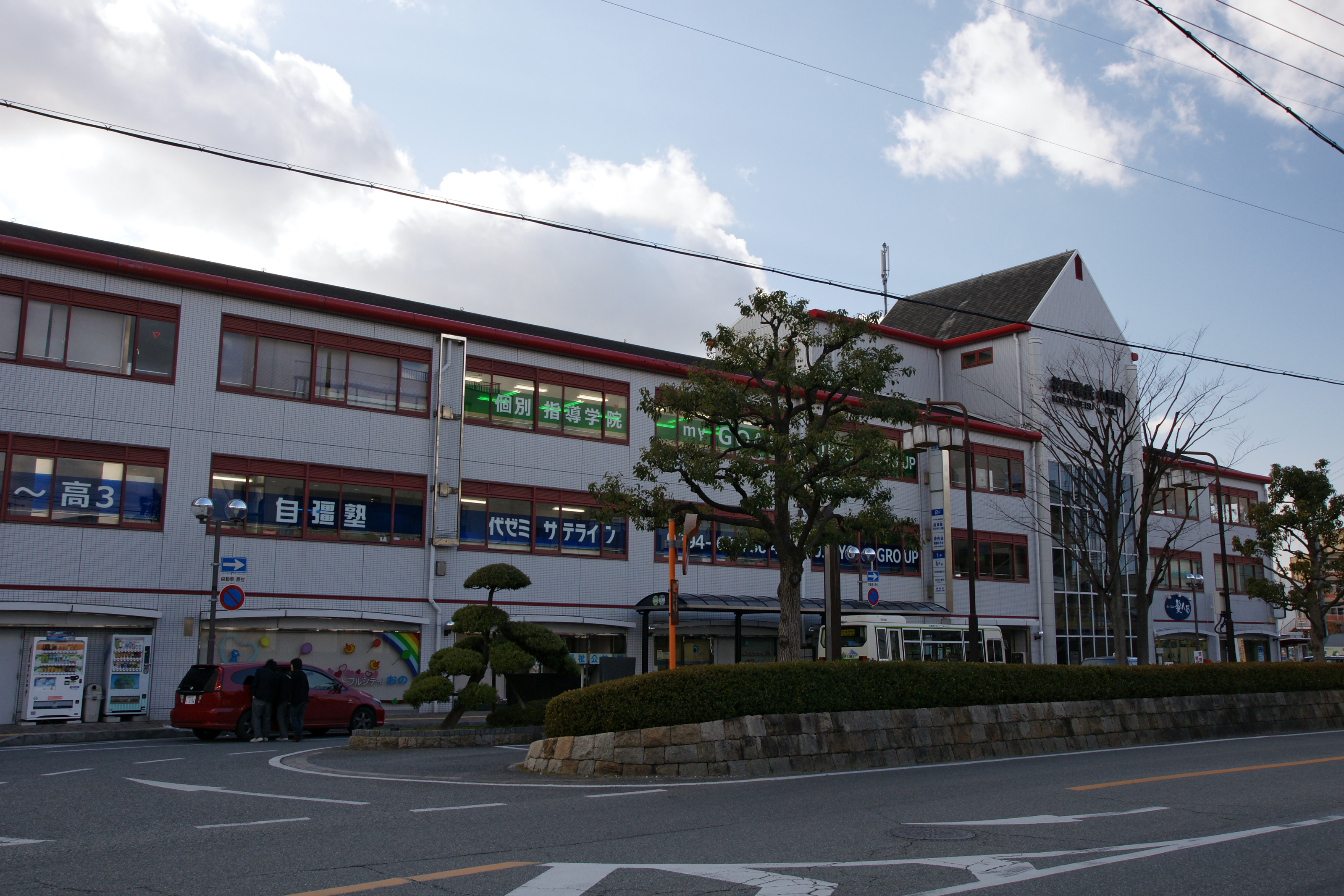
車站南口2009年12月)

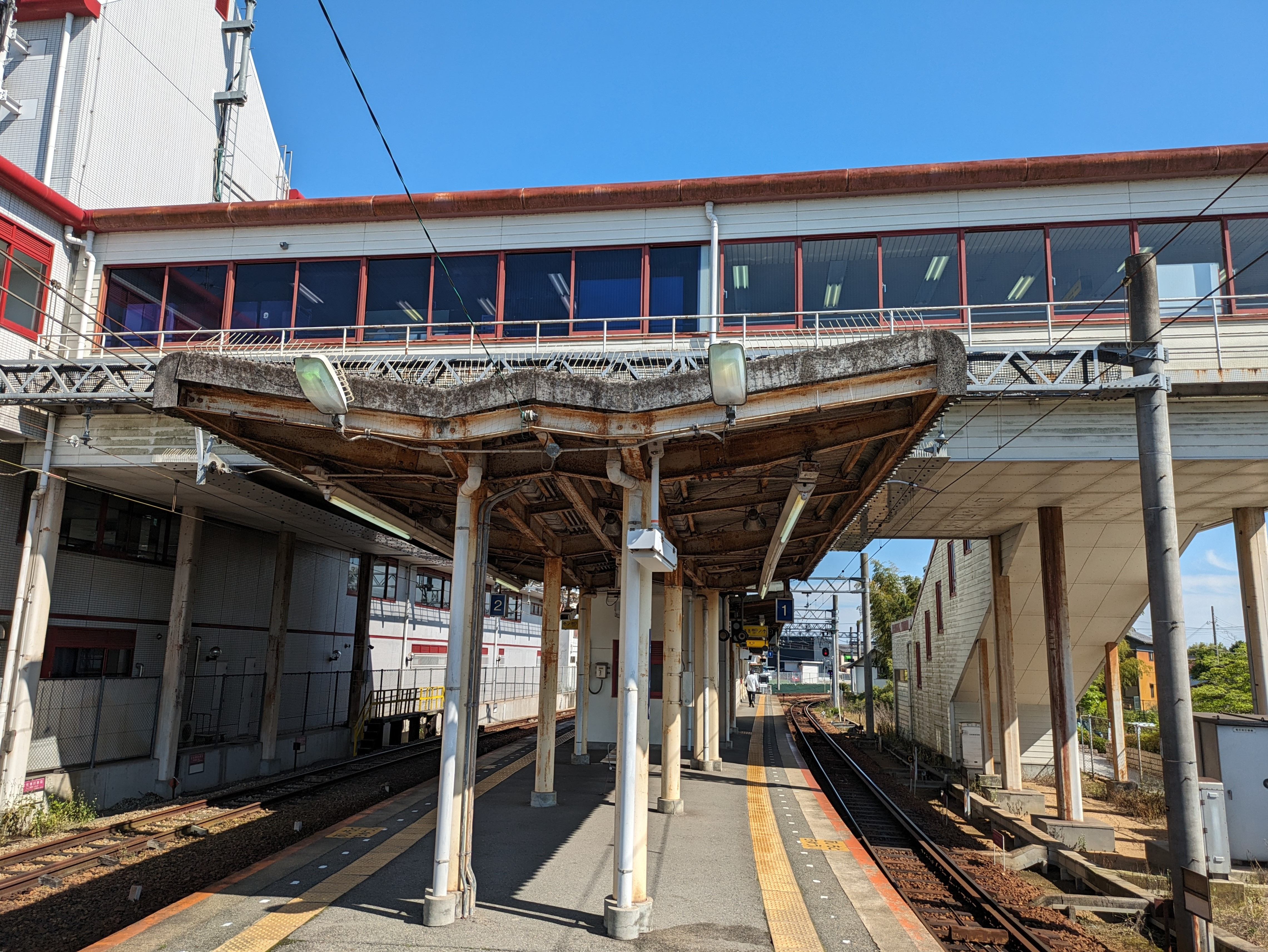
月台(2024年5月)

小野站（日语：／ Ono eki */?）是位於兵庫縣小野市神明町字西畑Ge，神戶電鐵的粟生線車站。車站編號為KB57。

## 歷史
- 1951年（昭和26年）12月28日 - 電鐵小野站啟用[1][2]。當初路線從三木福有橋站（現時：三木站）延伸至此站[2]。
- 1952年（昭和27年）4月10日 - 此站延伸至粟生站，成為中途站[2]。
- 1971年（昭和46年）3月4日 - 一名乘務員在此站進行更換作業時候，列車下坡溜前至粟生站，與粟生站停站中的列車相撞。
- 1988年（昭和63年）4月1日 - 車站改名為小野站[1]。
- 1991年（平成3年）4月23日 - 跨站式站房竣工[1]。
- 2002年（平成14年）4月1日 - 成為無人車站[1]。

在戰前此站還未建成前，加古川線小野町站成為了玄關口。

## 車站構造
本站是地面車站，設有1面2線的島式月台。此站設有跨站式站房。月台可容納4卡車廂，此站只有1處閘口。此站引入了使用光纖網絡連接的站務遠端系統。由中央站可遠端操作自動售票機、自動閘機、自動補票機、攝影機、對講機和捲閘。此站會有站員進行巡邏。

### 月台
| 月台 | 路線   | 上下行 | 方向                     |
| ---- | ------ | ------ | ------------------------ |
| 1、2 | 粟生線 | 下行   | 粟生方向                 |
| 1、2 | 粟生線 | 上行   | 志染、鈴蘭台、新開地方向 |

1號、2號月台可從兩方向進站或出發。另外，2號月台旁邊設有折返線。
此站設有列車夜間停泊。

## 車站周邊
於東出口和西出口兩方設有站前迴旋路。此站是小野市的代表站。
- 小野市立好古館（日语：小野市立好古館）
- 小野商店街
- 兵庫縣立小野高等學校（日语：兵庫県立小野高等学校）
- 兵庫縣立小野工業高等學校（日语：兵庫県立小野工業高等学校）
- 小野市立小野中學
- 小野市立小野小學（日语：小野市立小野小学校）
- 小野本町郵局

## 巴士路線
站前設有「電鐵小野站」巴士站
- 神姬巴士（日语：神姫バス）
  - 經AEON小野前、松澤 前往天神
  - 經AEON小野前 前往社(車廠前)
  - 經AEON小野前、社(車廠前)、三草橋 前往西脇(Apita前)

※西脇急行線和36系統(社〜明石站)不駛入此站。上述於路口附近小野本町一丁目。
- 蘭蘭巴士（日语：らんらんバス (小野市)）
  - 除了匠台路線其餘10條路線駛入(所有班次停靠北播磨綜合醫療中心和AEON小野店)

## 利用狀況
| 年度   | 1日平均 乘車人次 |
| ------ | ---------------- |
| 1997年 | 2,216            |
| 1998年 | 2,179            |
| 1999年 | 2,168            |
| 2000年 | 2,050            |
| 2001年 | 1,976            |
| 2002年 | 1,909            |
| 2003年 | 1,849            |
| 2004年 | 1,757            |
| 2005年 | 1,724            |
| 2006年 | 1,743            |
| 2007年 | 1,701            |
| 2008年 | 1,717            |
| 2009年 | 1,680            |
| 2010年 | 1,709            |
| 2011年 | 1,708            |
| 2012年 | 1,744            |
| 2013年 | 1,767            |
| 2014年 | 1,707            |
| 2015年 | 1,737            |
| 2016年 | 1,732            |
| 2017年 | 1,731            |
| 2018年 | 1,740            |
| 2019年 | 1,753            |

## 相鄰車站
神戶電鐵
 粟生線
■急行、■準急、■普通
市場（KB56）－小野（KB57）－葉多（KB58)

## 注腳
1. 1 2 3 4 5 6 7 8 9 10 11 12 13 14  . 神户新聞综合出版中心. 2012-12-10: 199. ISBN 9784343006745 （日语）.
2. 1 2 3 4  曾根悟（監修）. 朝日新聞出版分冊百科編集部（編集） , 编. . 週刊朝日百科. 14号 神戸電鉄・能勢電鉄・北条鉄道・北近畿タンゴ鉄道. 朝日新聞出版. 2011-06-19: 12–13 （日语）.
3. ↑   (PDF). 神戶電鐵.   [2021-04-21]. （原始内容存档 (PDF)于2021-06-27） （日语）.
4. ↑  小野市統計資料 （页面存档备份，存于）（日語） - 小野市

## 外部連結
- 小野站（神戶電鐵） （页面存档备份，存于）（日語）